# Plaça del Capitoli

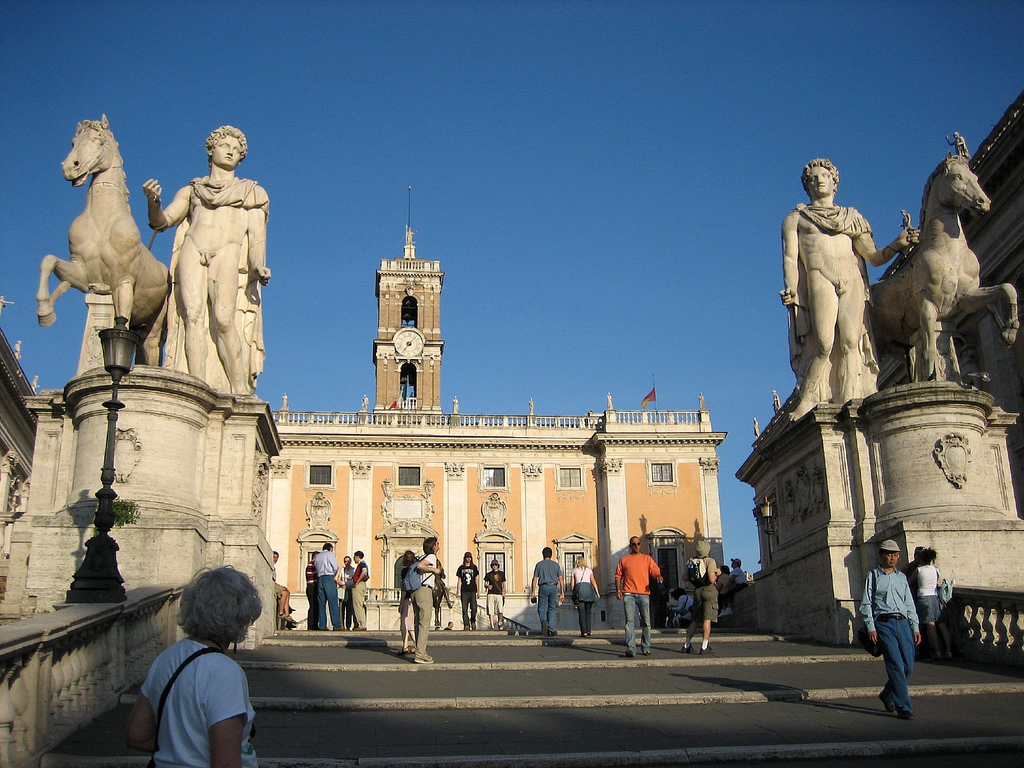
La plaça del Capitoli, amb els Dioscurs en primer terme i l'Ajuntament de Roma al fons

La plaça del Capitoli (en italià Piazza del Campidoglio) es troba dalt de tot del turó del Capitoli, a Roma.

## Història
La plaça va ser projectada per Miquel Àngel, que la va dissenyar amb tota mena de detall, incloent-ne la pavimentació. La seva planta lleugerament trapezoïdal, sobre la qual va alinear Miquel Àngel els nous palaus, tenia la funció d'expandir la perspectiva cap al focus visual constituït pel Palau Senatorial.
Es creu que la reforma de la plaça li va ser encarregada pel papa Pau III, el qual s'avergonyia de l'estat en què es trobava el cèlebre turó –en aquella època anomenat Colle cabrum, és a dir 'el turó de les cabres', ja que s'utilitzava com a pastura per a les cabres–, lloc de la desfilada triomfal organitzada a Roma en honor de Carles V el 1536.
Miquel Àngel projectà completament de nou la plaça, fent-la girar no cap al Fòrum sinó cap a la basílica de Sant Pere, que representava el nou centre polític de la ciutat. Amb aquesta finalitat pensà de construir un nou palau –anomenat per això el Palau Nou– per tancar la perspectiva cap a la basílica de Santa Maria in Aracoeli i redissenyà el Palau dels Conservadors eliminant-ne totes les estructures medievals per tal d'harmonitzar amb el Palau Senatorial, al qual va afegir una doble escalinata que servia per accedir a la nova entrada, que ja no mirava més cap al fòrum sinó cap a la plaça. Miquel Àngel va projectar també l'escalinata de la Cordonata i la balustrada des de la qual es mira cap a la plaça d'Aracoeli, que queda en un pla inferior.
L'estàtua eqüestre de Marc Aureli en bronze daurat, anteriorment situada a la plaça de Sant Joan del Laterà, va ser col·locada al centre de la plaça per desig de Pau III; l'estàtua original, després d'una llarga restauració que ha tret a la llum traces de daurats, actualment es conserva als Museus Capitolins, mentre que a la plaça se n'hi va col·locar una còpia.

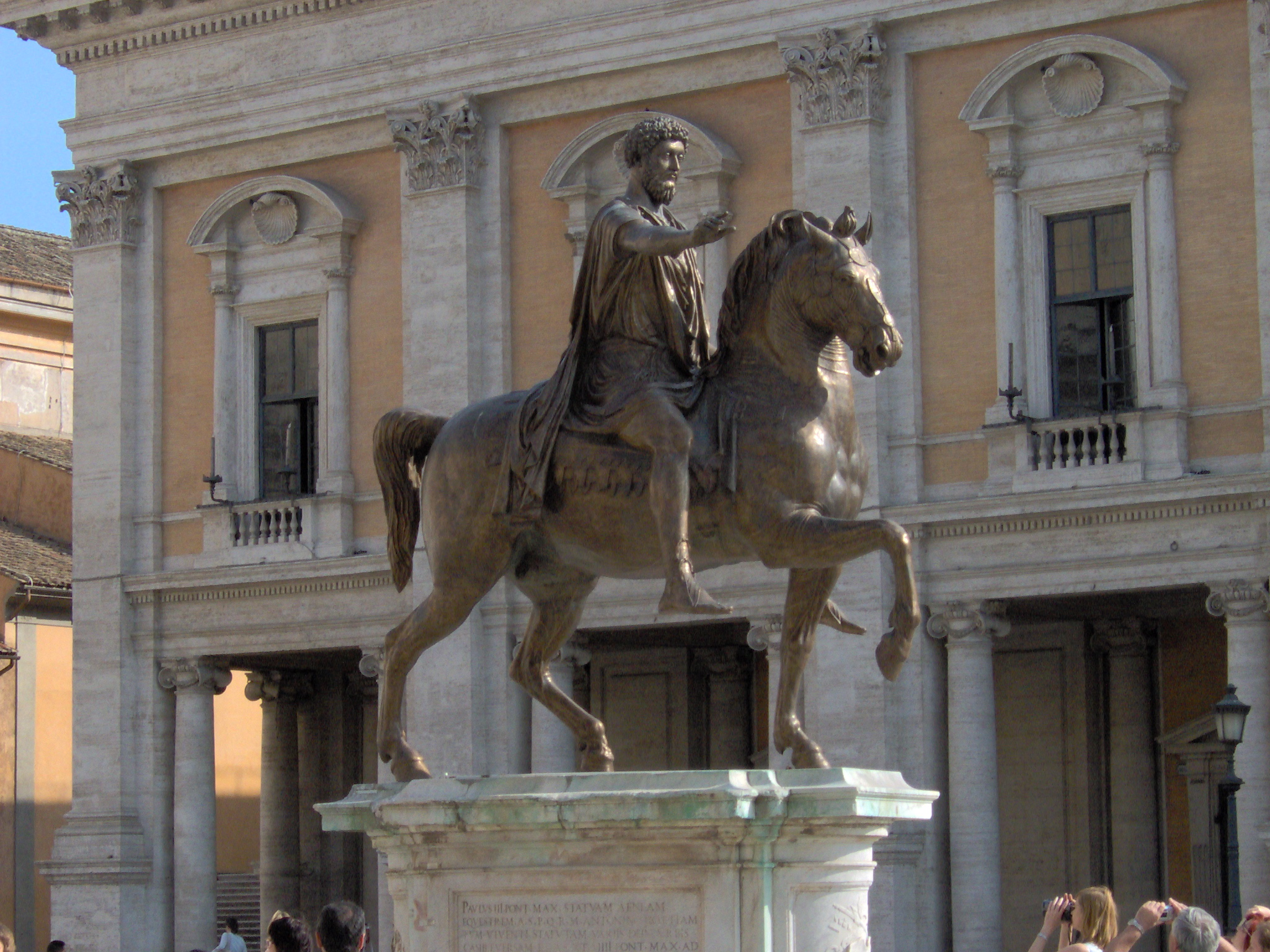
Estàtua eqüestre de Marc Aureli

Els treballs van ser tan lents que Miquel Àngel només va poder veure acabada la doble escalinata que servia per al nou accés al Palau Senatorial. Les obres es varen anar completant a mesura que el projecte original i la plaça es van donar per acabats al segle xvii, encara que la pavimentació no es va realitzar –segons els dissenys originals de l'artista– fins al 1940.
La Cordonata està adornada per diverses obres escultòriques: a la base hi ha col·locades les estàtues de dos lleons; cap a la meitat de l'escala, l'estàtua de Cola di Rienzo; al capdamunt de l'escalinata hi ha les estàtues de Càstor i Pòl·lux, provinents d'un temple dels Dioscurs al Circ Flamini, i dos trofeus d'armes marmoris, anomenats I Trofei di Mario ('Els trofeus de Màrius'), provinents del nimfeu homònim de la Piazza Vittorio.
El Palau Senatorial és avui la seu de l'Ajuntament de Roma, mentre que els Museus Capitolins, oberts l'any 1735 –són un dels museus públics més antics del món–, estan allotjats en els altres dos palaus –el Nou i el dels Conservadors–, units per una galeria subterrània, la Galeria Lapidària.